# 48 Pułk Piechoty (Imperium Rosyjskie)
48 Odeski pułk piechoty – jeden z pułków piechoty armii Imperium Rosyjskiego.

## Charakterystyka
Pułk sformowano na bazie jednostki utworzonej 6 listopada 1811. 

Na przestrzeni lat nosił nazwy:
- 25.03.1864 – 48 Odeski pułk piechoty (ros. 48-й пехотный Одесский полк[3]);
- 26.08.1912 – 48 Odeski pułk piechoty Imperatora Aleksandra I (ros. 48-й пехотный Одесский Императора Александра I полк)}.

W 1914 wchodził w skład 12 Dywizji Piechoty 12 Korpusu Armijnego.
Miejsce stacjonowania
mp
- Włodzimierz Wołyński (stan na 04.1848),
- Mieżbuże, obwód Podolski (1.07.1903),
- Kamieniec Podolski (1.02.1913),
- Mohylew Podolski[4] (1.04.1914)

Daty
- 25.12.1903 – W 50. rocznicę bitwy pod wsią Czetati, uczestnik tej bitwy, generał adiutant M. P. Daniłow, został wpisany na listę pułkową i mianowany dowódcą 1 kompanii;
- 12.07.1911 – zatwierdzono Odznakę Pułkową. 6 listopada 1911, w dniu stulecia, pułk otrzymał nowy sztandar św. Jerzego ze wstęgą jubileuszową Aleksandra i dodatkowym napisem „1811-1911”. Na uroczystości z tej okazji Duma Miejska Odessy wybrała delegację składającą się z Kadinalowskiego, Manżeleja i Gabajewa, która przybyła na uroczystość i przekazała pułkowi pozdrowienia od mieszkańców Odessy.
- 26.08.1912 – W dniu obchodów stulecia Wojny Ojczyźnianej, Jego Wysokość Cesarz raczył zachować na zawsze w szeregach armii Imię Cesarza Aleksandra I i nazwiska najwybitniejszych bohaterów tej wojny, generałów: hrabiego Miłoradowicza, Dochturowa, Rajewskiego, Niewierowskiego, Konownicyna, Tuczkowa IV i partyzantów: Dorochowa, Dawydowa, Siesławina i Fignera. Dlatego też Jego Cesarska Mość najłaskawiej raczyła rozkazać, aby odtąd następujące pułki nazywały się: 48 Odeski Pułk Piechoty – 48 Odeski Pułk Piechoty Imperatora Aleksandra I.

Drugiego dnia po wybuchu „Wielkiej Wojny” pułk został wysłany na front. Działał w ramach 12 Dywizji Piechoty XII Korpusu Armijnego. 
Pułk rozwiązano w 1918 roku.
Przez cały okres istnienia pułku 15 oficerów zostało Kawalerami Orderu Świętego Jerzego.

## Dowódcy pułku
- 18.11.1884 - 02.04.1886 – pułkownik Nikołaj Awinow;
- 16.02.1886 - ? - pułkownik Eduard Mendt;
- 03.03.1894 - 15.02.1900 – pułkownik Nikołaj Podwalniuk;
- 24.02.1900 - 07.12.1904 – pułkownik Nikołaj-Konstantin Koiszewski;
- 23.01.1905 - 14.10.1911 – pułkownik Iosif Łoszunow;
- 14.10.1911 - 07.05.1913 – pułkownik Konstantin Flemming;
- 18.05.1913 - 02.1915 – pułkownik Aleksander Newski;
- 05.02.1916 - po 01.03.1917 - pułkownik Fiodor Korołkow;
- 1917 - do 25.11.1917 - pułkownik szt. gen. Nikołaj Rasza.

## Polacy w pułku
- Piotr Abakanowicz.